# Рискання

Никання літака.

Рискання (yaw).

Ри́скання, ника́ння, ни́кання (англ. yaw) — кутові рухи літального апарата, судна, автомобіля відносно вертикальної осі, а також невеликі зміни курсу праворуч або ліворуч, властиві суднам.
Один із трьох кутів (крен, тангаж і рискання), що відповідають кутам Ейлера, які задають поворотне положення літального апарата відносно його центра.
У динаміці польоту рискання (кут рискання) також означає кут повороту корпусу літака в горизонтальний площині, який вираховують від напрямку на північ. Цей кут схожий із курсом, але його відраховують строго згідно з обраною системою координат.
Також рискання (рискливість судна) — властивість судна вільно відхилятися в той чи інший бік від курсу. Вільне рискання в штормових умовах є необхідною умовою для ухилення корабля від сильних косих ударів зустрічних хвиль, але при цьому форма корпусу має забезпечувати усереднену стійкість корабля на курсі. Міру рискливості і стійкості на курсі регулюють розмір і нахил підводної частини форштевня.